# Eurycea chamberlaini
Espèce
Statut de conservation UICN

 DD  : Données insuffisantes
Eurycea chamberlaini est une espèce d'urodèles de la famille des Plethodontidae.

## Répartition
Cette espèce est endémique du Sud-Est des États-Unis. Elle se rencontre :
- en Caroline du Nord ;
- en Caroline du Sud ;
- en Géorgie ;
- dans l'Alabama.

## Étymologie
Cette espèce est nommée en l'honneur d'Edward Burnham Chamberlain (1895-1986).

## Publication originale
- Harrison & Guttman, 2003 : A new species of Eurycea (Caudata: Plethodontidae) from North and South Carolina. Southeastern Naturalist, vol. 2, no 2, p. 159-178.